# Eupholus chevrolati
Eupholus chevrolati es una especie de escarabajos de la familia de los curculiónidos.

## Descripción
E. chevrolati puede alcanzar una longitud de aproximadamente 25 milímetros. El color básico de esta especie bastante variable es azul-verde metálico, con algunas bandas negras transversales irregulares a lo largo de los élitros. El color verde azulado deriva de motas muy pequeñas. La parte superior del rostro y el final de las antenas son negras.

## Distribución
Esta especie se puede encontrar en las islas Aru de Indonesia.

## Etimología
El nombre científico honra al entomólogo francés Louis Alexandre Auguste Chevrolat.